# Pallavolo Vallecamonica Sebino
La Pallavolo Vallecamonica Sebino è una società pallavolistica femminile italiana con sede a Costa Volpino: milita nel campionato di Serie A2.

## Storia
La sezione femminile del club nasce nel 2015 dalla collaborazione con l'Arcobaleno Volley, altra società pallavolistica di Costa Volpino. Si è trattato di un cambiamento dell'attività del club, già operativo nella cittadina bergamasca dal 1982 con una squadra maschile.
Grazie all'acquisizione del titolo sportivo dalla Scanzorosciate, partecipa subito al campionato di Serie D. Nelle prime due stagioni di attività ottiene due promozioni consecutive raggiungendo i campionati nazionali. Debutta in Serie B2 nella stagione 2017-18 e al termine di quella successiva, in cui ottiene anche l'accesso ai play-off promozione, viene ripescata in Serie B1.
Nell'annata 2022-23 termina la stagione regolare di Serie B1 al primo posto e vince i play-off promozione superando il Parella in finale ed ottenendo la promozione in Serie A2: alla prima partecipazione nella serie cadetta ottiene l'immediata retrocessione sul campo. Nella primavera del 2024 acquisisce tuttavia il titolo dalla Cuneo Granda e partecipa alla Serie A2 anche nel campionato successivo.

## Rosa 2024-2025
| N° | Nome                | Ruolo | Data di nascita   | Nazionalità sportiva |
| -- | ------------------- | ----- | ----------------- | -------------------- |
| 1  | Ginevra Camerini    | S     | 16 luglio 2006    | Italia               |
| 2  | Erykah Lovett       | S     | 25 settembre 2002 | Stati Uniti          |
| 3  | Nicole Gamba        | L     | 2 giugno 1998     | Italia               |
| 5  | Francesca Dell'Orto | P     | 18 ottobre 2003   | Italia               |
| 7  | Sofia Ferrarini     | C     | 2 giugno 2001     | Italia               |
| 8  | Gaia Dell'Amico     | P     | 26 maggio 2000    | Italia               |
| 9  | Sofia Fracassetti   | L     | 6 giugno 2006     | Italia               |
| 10 | Paula Nečiporuka    | S     | 10 febbraio 1998  | Lettonia             |
| 11 | Sofia Tosi          | O     | 22 aprile 1997    | Italia               |
| 13 | Valentina Zago      | O     | 21 febbraio 1990  | Italia               |
| 15 | Simona Buffo        | S     | 29 agosto 1998    | Italia               |
| 16 | Giada Civitico      | C     | 5 dicembre 2000   | Italia               |
| 17 | Margherita Brandi   | C     | 18 ottobre 2002   | Italia               |
| 18 | Carolina Fumagalli  | S     | 8 dicembre 2004   | Italia               |
| 19 | Buket Yılmaz        | S     | 19 gennaio 1994   | Turchia              |